# Araguaína
Araguaína är en stad och kommun i centrala Brasilien och är den näst största staden i delstaten Tocantins. Folkmängden i kommunen uppgår till cirka 170 000 invånare

## Befolkningsutveckling
| Område     | Areal (km²)   | Invånarantal 1 augusti 2000 | Invånarantal 1 augusti 2010 | Invånarantal 1 juli 2014 |
| ---------- | ------------- | --------------------------- | --------------------------- | ------------------------ |
| Kommun     | 4 000,42      | 113 143                     | 150 484                     | 167 176                  |
| Centralort | Ingen uppgift | 105 874                     | 142 925                     | Ingen uppgift            |